# Џеки Тајлер
Џеки Тајлер (енгл. Jackie Tyler) измишљени је лик у британској научнофантастичној телевизијској серији Доктор Ху. Лик, становник савременог Лондона, представљен је у првој епизоди серијала из 2005. као мајка Роуз Тајлер, сапутнице Доктора, ванземаљског путника кроз време. Џеки је имала споредну улогу у серији током 1. и 2. серијала, а касније се појављује као гост у 4. серијалу и новогодишњем специјалу за 2010. „Крај времена − Други део”. Лик се такође појавио у материјалима проширеног универзума као што су Доктор Ху романи Новог низа пустоловина и Часопис Доктор Ху.
У оквиру наратива серије, Џеки је удовица која живи сама са својом ћерком Роуз све док Роуз није напустила свој свакодневни живот да би путовала кроз време и простор са Доктором. Џекин осећај губитка и остављености истражује се у наредним епизодама. Пошто је лик доведен у опасност због своје близине Доктору, она се наљутила на његов утицај на Роуз. Међутим, када се подвргао регенерацији, заправо постајући нови човек, Џеки схвата колико му је стало до Роуз и почиње да има срдачнији однос са њим. Лик је исписан на крају серијала из 2006. заједно са Роуз у причи која их је оставила заробљене у паралелном универзуму, где Џеки улази у везу са алтернативном верзијом свог преминулог мужа Пита. Касније се враћа у завршници четвртог серијала како би помогла Доктору.
У оживљавању телевизијске серије након шеснаестогодишње паузе (1989–2005), извршни продуцент Расел Т. Дејвис је желео да пружи уверљиву позадину за Докторову сапутницу и контекст за њена путовања у прошлост и будућност. Лик Џеки је осмишљен заједно са Роузиним дечком Микијем како би серија добила дозу реалности. При писању лика Џеки, Дејвис је укључио и комичне и трагичне елементе. Након одласка породице Тајлер из серије, Дејвис је желео да врати Џеки са Роуз за будућа појављивања. Рецензенти су генерално позитивно реаговали на развој лика, иако су неки препознали њене непријатне особине.

## Појављивања

### Телевизија
Џеки се први пут појавила у епизоди „Роуз” (2005) као самохрана мајка истоимене јунакиње епизоде, Роуз Тајлер (Били Пајпер), као жена у касним тридесетима. Након што је Девети Доктор (Кристофер Еклстон) стигао у Џекин стан у потрази за Роуз, Џеки покушава да га заведе. Касније је нападају лутке из излога, али је спасена када су Роуз и Доктор уништили ванземаљску свест која је могла да контролише пластику.  Када се Роуз вратила у Лондон, прошло је дванаест месеци. У току те године Џеки је излепила плакате за несталу особу у потрази за својом ћерком и оптужила Роузиног дечка Микија Смита (Ноел Кларк) за убиство. Она је такође сумњала да је Доктор интернет предатор. Она сазнаје истину о Роузином новом животу пошто се борила са Слитинцима и била са Микијем док је он организовао ракетни напад да уништи ванземаљце. Епизода „Оци” приказује две млађе варијанте Џеки које такође игра Кодуријева. Показано је да је док је Роуз била дете (Џулија Џојс) Џеки причала своје идиличне приче о њеном покојном оцу Питу (Шон Дингвал). Роуз је присуствовала једној сцени из брака својих родитеља, када Пит није могао да изговори Џекино пуно име, Џеклин Андреа Сузет Прентис, а пошто је отпутовала у 1987. годину сазнаје да је њен отац био пропали предузетник и да је брак њених родитеља био буран; Џеки сумња да је Пит вара и такође му прети разводом. У завршници серијала из 2005. „Раздвајање путева”, Џеки је драго што је Роуз дошла кући пошто ју је Доктор вратио у 21. век из далеке будућности како би је заштитио. Она је убеђена да помогне да се врати Роуз да спасе Доктора пошто је Роуз споменула свој сусрет са оцем, подсећајући Џеки да би он покушао радије све него да одустане.
У божићној епизоди из 2005. године „Божићна инвазија” Џеки је збуњена новом Докторовом инкарнацијом (Дејвид Тенант) и забринута због нуспојава његове регенерације. Када се он опоравио, Џеки је била срећна што је Роуз наставила да путује са њим. У „Успону Киберљуди” и „Челичном добу” (2006) Кодуријева глуми Џеки из паралелног универзума која је богата и позната због успеха паралелног Пита Тајлера. Ова верзија Џеки намерава да одржи спољашњост, па крије чињеницу да јој брак пропада, пориче да је напунила четрдесету и грди Роуз што је разговарала са њом док се она представљала као особље. Роуз и Пит из паралелног универзума покушавају да је спасу када су Киберљуди напали, али она бива убијена током напада. У епизоди „Љубав и чудовишта”, Џеки говори колико јој је тешко и колико је усамљена након што ју је ћерка оставила. Пошто је сазнала да се њена симпатија Елтон Поуп (Марк Ворен) спријатељио се са њом само да би ушао у траг Роуз и Доктору, она га је избацила из куће, наводећи да је приоритет да одбрани Доктора и Роуз. У „Армији духова” Џеки је невољно одведена ТАРДИС-ом, Докторовом времепловом, у институт Торчвуд где је одведена на истрагу. У „Судњем дану”, због инвазије Киберљуди из паралелног универзума, зидови између универзума се урушавају и Џеки се сусреће са верзијом Пита из паралелног универзума. Пораз зараћених војски Киберљуди и Далека доводи до тога да Џеки буде послата у паралелни универзум где је Роуз такође касније заробљена. У епилогу се помиње да је Џеки у вези са Питом и да чека бебу.
У последњој епизоди четвртог серијала, „Крај путовања” (2008), Џеки се враћа на своју првобитну Земљу са Микијем како би пронашла Роуз која је отпутовала назад да спречи Далеке да униште стварност. Комфорно носећи велику пушку, Џеки разноси једног Далека да би спасила бившу сапутницу Сару Џејн Смит (Елизабет Слејден). Пошто је полуљудски генетски двојник Доктора збрисао Далеке, Џеки се враћа у паралелни универзум са Роуз која има задатак да излечи новог Доктора. Откривено је да Џеки и Пит сада имају малог сина по имену Тони. Џеки се појављује у последњој причи са Дејвидом Тенантом, „Крај времена”, када Десети Доктор на самрти одлучи да посети насеље Пауел пред дочек нове 2005. године да би се последњи пут опростио од Роуз, говорећи јој да ће имати заиста сјајну годину.

### Књижевност
Џеки се појављује у неколико романа са Деветим и Десетим Доктором из Новог низа пустоловина. У књизи Победник узима све Џеклин Рајнер, објављеној у мају 2005, Џеки пада на шему вођења људи „на одмор” да би се борили у рату ванземаљаца. Насилник који живи на Роузином имању хвата Џеки и узима „победнички листић” који је квалификује за путовање. Џеки завршава у болници, али њен нападач пролази горе: он заузима њено место као даљински контролисани војник на ванземаљској планети и бива убијен. Џеки се појављује на кратко у делима Само човек Гарета Робертса и Крадљивци снова Стива Лајонса објављених у септембру 2005. године. У делу Само човек, изгубљени неандерталац мува Џеки у ноћном клубу у Лондону пре него што га је капетан Џек Харкнес одвратио од ње (Џек помаже неандерталцу да се прилагоди животу у садашњости јер је времеплов који га је послао у будућност пореметио његову физиологију тако да се не може вратити назад), осећајући да Џеки не би ценила даље необичности везане за Доктора у свом животу. У Крадљивцима снова, Роуз користи „суперфон” да позове Џеки из света људске колоније у будућности. Џеки се жали да јој Роуз није дала до знања да ће бити у Кардифу током њене недавне посете том граду. Џеки се појављује у уводном делу романа Камена ружа, објављеном у априлу 2006. године, у којем она и Мики упозоравају Доктора и Роуз на чудан кип руже у Британском музеју. Објављен истог месеца, Празник утопљеника Стивена Кола смештен је у потпуности на савремену Земљу и даље истражује контекст Џекине везе са Роуз. Када је Роуз заробљена од стране злонамерне „водене кошнице”, Џеки је на мети сабласних привиђења које желе да је намаме на исту судбину.
Џеки се такође појављује у стрипу Часописа Доктор Ху „Зеленооко чудовиште” у којем она и Десети Доктор глуме романтичну везу како би ослободили Роуз од поседовања створења које се храни љубомором.

### Аудио драме
Након прекида AudioGO-а и стицања дозволе за нову серију од стране Big Finish-а, Били Пајпер и Дејвид Тенант поновили су своје улоге Роуз Тајлер и Десетог Доктора у аудио-драми Доктор Ху: Пустоловине Десетог Доктора. Кодуријева је поновила своју улогу Џеки у причи под насловом Злогласност Зароса, објављеној у новембру 2017, у којој је позвала Доктора и Роуз у помоћ када ја ванземаљска инвазија ударила на Норич док је Џеки била у посети пријатељима. Током овог сусрета Џеки се телепортовала на ванземаљски брод и чула кључне податке о Заросовим господарима који су открили њихову праву природу. Кордуијева је била наратор две кратке аудио-драме под насловнима Опсада Биг Бена и Лет у Хал, које приказују Џеки како ради са Мета-кризним Доктором; Опсада приказује Џеки како сумња у Мета-кризног Доктора пошто је лагао жену која је хтела да искористи путовање кроз време да спасе свог мртвог мужа, а Лет Мета-кризног Доктора и Џеки како се суочавају са другом алтернативном верзијом Џеки која покушава да побегне из света који умире. Кодуријева је играла у Хроникама Деветог Доктора заједно са Пајперовом и Бруном Ленглијем (Адам Мичел) где је обманута да помогне у продаји новог хира за који се испоставило да је оруђе ванземаљске инвазије. Враћа се и у Роуз Тајлер − Каноничност димензије, где игра и „главну” Џеки Тајлер која сада живи у Питовом свету и две алтернативне варијанте себе, међу којима су и она у свету у којем се Пит и она никада нису венчали и она у свету у којем је Пит створио технологију која се покреће животном енергијом покојника.

## Развој

### Кастинг и концепт
У стварању лика Роуз као нове сапутнице за оживљавање серије 2005. извршни продуцент и главни сценариста Расел Т. Дејвис је сматрао да би било неопходно испитати питања „да ли недостаје њеној породици?” и „да ли је нестала?” за које је веровао да су незаобилазна питања. Дејвис је осмислио Џеки и Микија и обезбедио структуру приче у којој би им се Роуз често враћала, што би је учинило „стварном” и „дало јој живот”. У Дејвисовом изворном сценарију за серијал, Џеки се првобитно звала Џуди Тајлер. Улоге Џеки и Микија додељене су заједно са другим гостујућим ликовима за први продукцијски блок серијала из 2005, међу којима су били и Џозеф Грин и Индра Ганеш из „Ванземаљаца из Лондона” и „Трећег светског рата”. Извршни продуцент Мал Јанг предложио је Камил Кодури кастинг директору Ендију Прајору и осталим члановима продуцентске екипе. И продуцент Фил Колинсон и извршна продуценткиња Џули Гарднер сматрали су да Кодуријева и Били Пајпер (Роуз) физички личе једна на другу и да би то помогло у приказивању њиховог односа као мајке и ћерке. Говорећи о избору Кодуријеве за улогу, Колинсон је изјавио да је она „разумела шта је Џеки од прве сцене коју је прочитала”. Кодуријева је већ била „веома упозната” са Дејвисовим радом као сценаристе и извршног продуцента и била је „веома узбуђена и прилично уплашена” због тога што је била део серије због свог нивоа поштовања према њему.
Кодуријева је сматрала да Џеки дели сличности са њом самом, утолико што је „веома заштитнички настројена према [својој] деци” и „помало гласна”. Доктор Ху годишњак из 2006. објављен у августу 2005. даје додатне основне податке о Џеки у чланку који је написао Расел Т. Дејвис. Дејвис наводи да се Џеки финансијски издржава тако што повремено ради од куће као фризерка. У Дневнику комонвелтске литературе Линди А. Ортије примећује да је „скупљачица депозита” Џеки део групе сапутника представљених у Дејвисовој ери Доктора Хуа који су „извучени из космополитске визије” јер су сви „црни, квир и/или радничка класа”. Ортија тврди да, иако су сапутници из радничке класе раније били присутни у серији, „нико није био неквалификован радник нити хронично недовољно запослен или незапослен као што су Роуз, Дона и Џеки”.

### Развој лика
Пајперова је сматрала да је у првом серијалу однос између Роуз и Џеки „као свака веза између мајке и ћерке” у томе што колико год Роуз воли своју мајку, „ту постоји и огорченост” јер Џеки покушава да је спречи „да крене напред”. Упркос томе што је Џеки понекад писао као комични лик, Дејвис је одлучио да испита тужније аспекте њеног лика, као што су њена усамљеност и неспремност да пусти Роуз. У својој књизи Прича сценаристе, Дејвис износи своју тврдњу да су комедија и туга често неодвојиви и наводи да је, иако нас „Џеки Тајлер засмејава”, знао да ће „открити нешто тужно у њеном срцу”. Он тврди да још од епизоде „Роуз” Џеки „спутава своју ћерку”, наводећи њен предлог да њена ћерка ради у месари. Говорећи о Џекином покушају завођења Доктора, Кодуријева је изјавила да њен лик „има страсти према њему” и уопштено „воли друштво мушкараца и увек тражи господина Правог”. Промовишући своју улогу у божићном специјалу из 2005. године, Кодуријева описује Џеки као „не баш добру у кризи” и „донекле вриштаву” за разлику од Роуз која је вешта у спасавању света. Енди Прајор верује да је Кодурина глумачка способност утицала на одлуке у писању у вези са њеним ликом у другом серијалу. Осећао је да су Џекини поступци у другом серијалу „невероватно дирљиви” због Кодуриног глумачког домета. Гарднерова се сложила, рекавши 2006. да „она расте у наступима из епизоде по епизоду”. У коментару за „Војску духова” Дејвис је изразио задовољство што је Џеки на ТАРДИС-у. Изјавио је да је „умирао” од жеље да Џеки заузме Роузино место у једној епизоди. Да би објаснио како Торчвуд не схвата да Џеки није Роуз, Дејвис је изменио сценарио за „Љубав и чудовишта” тако да помене да је досије Торчвуда о Роуз оштећен вирусом „Зли вук”. Уочи завршнице серијала из 2006. „Судњи дан” Кодуријева је очекивала да ће лик Џеки бити убијен у „комичном, али тужном тренутку”. Стога је била пријатно изненађена када је открила да ће лик уместо тога бити послат да живи у паралелном универзуму.
Дејвис је планирао да се лик Џеки врати у завршници четвртог серијала откако су прве епизоде осмишљене и замолио је Кодуријеву да задржи четири недеље слободно за снимање. У јануару 2008. године, док је још писао сценарије, Дејвис се уплашио да нема места за Џеки. Њено појављивање требало је да се сведе на једну сцену у „Заливу Злог вука” на крају епизоде „Крај путовања”. Такође је био забринут да због тога што лик има малог сина не би имало драматичног смисла да она „уђе у крваву бојну зону”. На крају је одлучио да упари лик Џеки са Микијем и Саром Џејн и закључио је да је тражење њене ћерке довољна мотивације да се укључи у сукоб. Вративши се у серијал 2008. за „Крај путовања”, Кодуријева је у почетку осећаола да је „чудно” поново играти Џеки. Она описује Џеки као „храбрију” у овој епизоди, али и да се плаши да ће „изгубити Роуз заувек”. На питање 2011. да ли би се вратила у серију, Кодуријева је рекла да би се вратила ако би то од ње било затражено, али да сматра да је то мало вероватно јер се већ „вратила да се опрости најмање два пута” и да верује да је њена прича заокружена.

## Пријем
Џејмс Чепмен, аутор књиге Унутар ТАРДИС-а: Светови Доктора Хуа, идентификује присуство Џеки и Микија као део Дејвисовог покушаја да „створи друштвени контекст” за Роуз. У есеју из 2006. под насловом „Џеки Тајлер оставља ТВ укључен”, телевизијски сценариста и писац Пол Корнел напомиње да, иако би неки обожаваоци радије видели мање времена посвећеног Роузиној породици, Џеки је симболична за део оживљавања Доктора Хуа и циљне демографске категорије истог. Кеј Мекфеден из новина The Seattle Times је осетила да је Џеки „луцкаста” и „надмена” у премијерној епизоди, док је SFX описао појављивање њеног лика у „Крају света” као „диван тренутак” који је подсетио публику на контекст пустоловине. Чарлс Мекграт из The New York Times-а у рецензији епизода „Роуз” и „Краја света” описао је Џеки као „ташту” и „дрољасту”. У свом неовлашћеном водичу за оживљавање Доктора Хуа, Грејам Берк и Роберт Смит идентификују епизоде „Ванземаљци из Лондона” и „Трећи светски рат” као прекретницу у Џекином лику од комичног до онаквог лика коме је публика „посвећена и до које јој је стало”. За ауторе, тренутак када Џеки и Мики стоје иза „Роузиног лудог сна” у „Раздвајању путева” је „тренутак за аплауз који надмашује све остале”.
Рецензент SFX-а, Ник Сечфилд, похвалио је Дејвисов „популистички глас” у вези са Џекином карактеризацијом у епизоди „Љубав и чудовишта”, рекавши да „постоји нешто сасвим исправно у томе што је Џеки завела Елтона на Асдиним чарима Ил дива”. Он је прокоментарисао да је сценарио пружио нешто „истински дирљиво о Џекином очају” што је Кодуријева „добро одиграла”. Слично, Ахсан Хак из IGN-а је сматрао да је Џекина „привлачност према Елтону била изузетно добро обрађена”. Берк и Смит идентификују Џекин говор „јер је то тешко” као „Кодурину најбољу глуму у серији, без премца” уз мишљење да глумица „улива својим сценама комичну бриљантност, сетне одразе и сирови бес, све у року од неколико минута”. Сматрали су да Дејвис чува „[њене] елементе хумора нетакнутим и показује нам горко-слатки бол који га подржава”. У својој рецензији „Војске духова” Арнолд Т. Блумберг, који пише за часопис Now Playing, примећује да Џеки „може да буде сапутник неко време” и да „и то добро ради”. Берк и Смит наводе истовремени поновни сусрет и први сусрет између Џеки и Пита у „Судњем дану” као један од потресних тренутака епизоде, наводећи да сцена „радосно пева” кроз наступе Кодуријеве и Дингвола. Коментаришући Џекино учешће у „Крају путовања”, Травис Фикет је приметио да је „забаван тренутак” то што јој је Доктор рекао да не прилази ТАРДИС конзоли, иако је сматрао да је присуство толиког броја ликова у епизоди „помало незгодно”. Дејв Голдер из SFX-а је изјавио да је „мањак Џеки” био једна од лоших тачака епизоде.
Рецензенти су такође упоредили лик Силвије (Џеклин Кинг), мајке Доне Нобл која се полуредовно појављивала током четвртог серијала, са Џеки. Алан Стенли Блер са веб-сајта Airlock Alpha приметио је на премијери „Партнера у злочину” да Силвија „нема исту привлачност” као Џеки. Чарли Џејн Андерс са блога io9 коментарише да је Силвија све до епизоде „Скрени лево” деловала као „слаба копија Џеки Тајлер” којој је недостајала Џекина „дрска топлина”. О њеној улози у серији, Џон Вајс из часописа People је оценио да Кодуријева „додаје одређену сексипилност” улози Роузине маме. У интервјуу са Кодуријевом, часопис Gay Times је навео да је чланови геј заједнице „воле” због њене улоге Џеки, што је глумица сматрала „привилегијом”. Изложеност Кодуријеве док је играла улогу довела је до тога да је често препознају на улици. Глумица је прокоментарисала да је такође примила „гомиле писама од обожавалаца, углавном од мушкараца” која су више нагињала ка „поштованом, романтичном тону него ка непристојним порукама”.